# فرماس

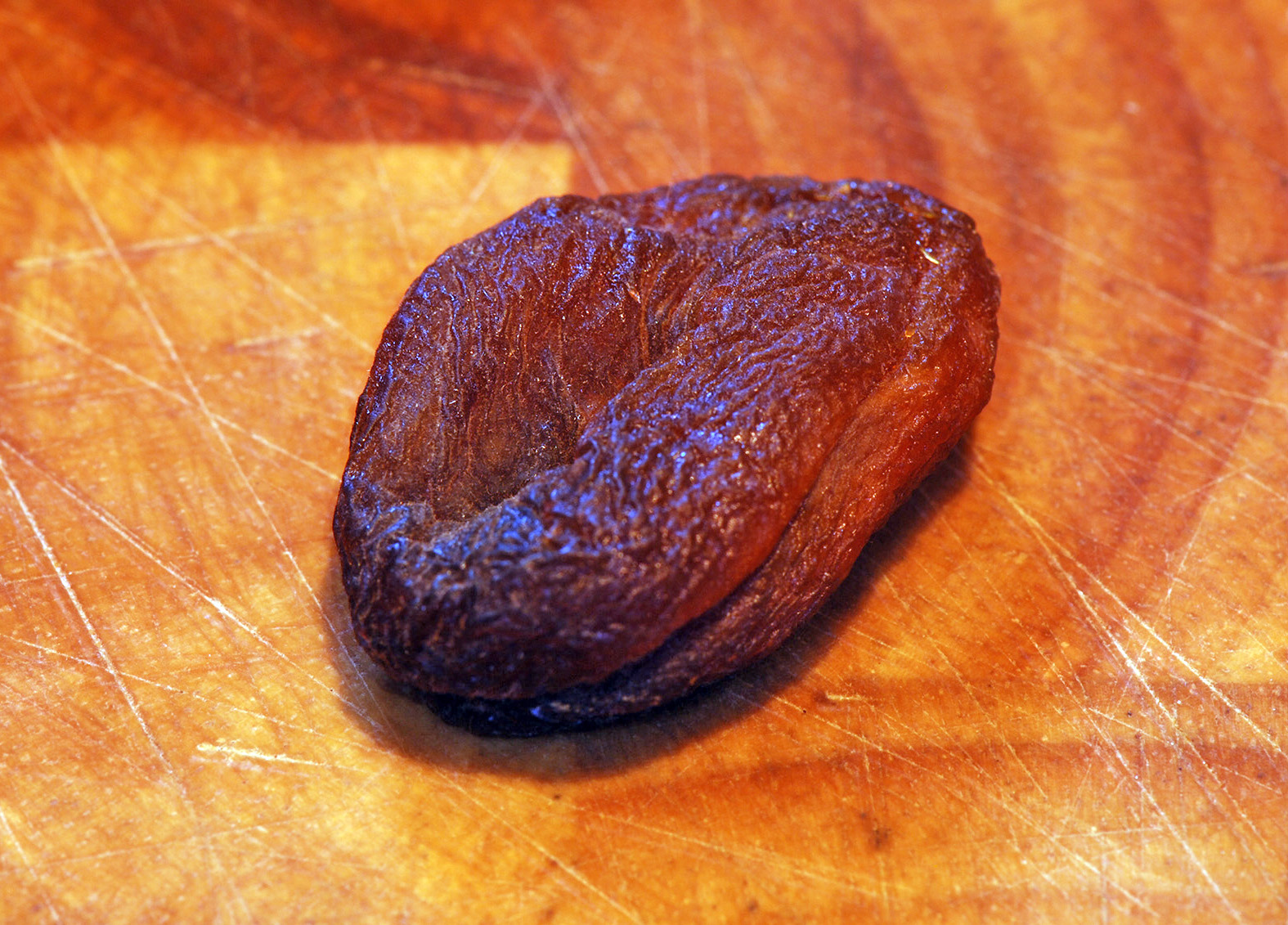
المشمش المجفف

الفرماس هو المشمش المجفف. ويدخل ضمن مكونات العولة، حيث يقع تجفيف المشمش في مناطق الواحات بالجنوب التونسي مثلا. ويستعمل في إعداد بعض الأكلات مثل الدشيشة.